# Revadim
Revadim (hebrejsky רְבָדִים‎, v oficiálním přepisu do angličtiny Revadim) je vesnice typu kibuc v Izraeli, v Jižním distriktu, v Oblastní radě Jo'av.

## Geografie
Leží v nadmořské výšce 89 metrů na okraji pobřežní nížiny, v regionu Šefela.
Obec se nachází 17 kilometrů od břehu Středozemního moře, cca 34 kilometrů jihojihovýchodně od centra Tel Avivu, cca 40 kilometrů západně od historického jádra Jeruzalému a 8 kilometrů severovýchodně od města Kirjat Mal'achi. Revadim obývají Židé, přičemž osídlení v tomto regionu je etnicky převážně židovské. Výjimkou je malá arabská vesnice al-Azi 6 kilometrů jižně odtud.
Revadim je na dopravní síť napojen pomocí dálnice číslo 3. Východně od vesnice probíhá železniční trať z Tel Avivu do Beerševy, která zde ale nemá stanici, a podél ní rovněž dálnice číslo 6 (Transizraelská dálnice).

## Dějiny
Revadim byl založen v roce 1948. Původně ale tato osada vznikla již 11. února 1947, a to v hornatém regionu Guš Ecion, jižně od Jeruzaléma, kde se utvořil blok čtyř židovských osad. Jejími zakladateli byla skupina mladých Židů z Polska a Bulharska napojených na sionistické hnutí ha-Šomer ha-Ca'ir. Pojmenována byla podle terasovitých polí v jejím okolí.
Během války za nezávislost v roce 1948 byly ale tyto vesnice dobyty arabskými jednotkami a jejich obyvatelé zajati jordánskými silami. Obránci Revadim (společně s osadníky z Masu'ot Jicchak a Ejn Curim) kapitulovali 14. května 1948 a složili zbraně do rukou vítězné Arabské legie. Část osadníků ze zničené a dobyté osady pak 28. listopadu 1948 založila v nynější lokalitě novou vesnici. V únoru 1949 je doplnili i osadníci z původního Revadim, kteří se vrátili z jordánského zajetí. Roku 1951 sem dorazila skupina dalších osadníků tvořená Židy z Polska a roku 1953 skupina z Argentiny.
Od 90. let 20. století se kibuc zbavil prvků kolektivismu v hospodaření. Zároveň se otevřel pro usídlení nových rodin, bez vazby na původní komunitu kibucu. Většina obyvatel za prací dojíždí mimo obec. Část se zabývá zemědělstvím (polní plodiny, produkce mléka), rozvíjí se turustický ruch. Funguje zde také firma na produkci šperků. V areálu kibucu se nachází expozice archeologických vykopávek, které v této lokalitě proběhly a které odhalily pozůstatky starověkého města Ekron.

## Demografie
Podle údajů z roku 2014 tvořili naprostou většinu obyvatel v Revadim Židé (včetně statistické kategorie "ostatní", která zahrnuje nearabské obyvatele židovského původu ale bez formální příslušnosti k židovskému náboženství).
Jde o menší obec vesnického typu s dlouhodobě rostoucí populací. K 31. prosinci 2014 zde žilo 642 lidí. Během roku 2014 populace stoupla o 9,0 %.
| Rok            | 1948 | 1961 | 1972 | 1983 | 1995 | 2001 | 2003 | 2004 | 2005 | 2006 | 2007 | 2008 | 2009 | 2010 | 2011 | 2012 | 2013 | 2014 |
| -------------- | ---- | ---- | ---- | ---- | ---- | ---- | ---- | ---- | ---- | ---- | ---- | ---- | ---- | ---- | ---- | ---- | ---- | ---- |
| Počet obyvatel | 52   | 175  | 264  | 325  | 332  | 298  | 299  | 319  | 369  | 401  | 406  | 432  | 443  | 452  | 483  | 493  | 589  | 642  |